# On the Backs of Angels
«On the Backs of Angels» (рус. «На спинах ангелов») — первая композиция и первый сингл с альбома A Dramatic Turn of Events 2011 года американской группы Dream Theater, играющей в стиле прогрессив-метал. Является первым синглом группы с участием нового барабанщика Майка Манджини, заменившего Майка Портного, который покинул группу в сентябре 2010 года.

## О сингле

### Запись
Запись началась в январе 2011 года в Cove City Sound Studios на Лонг-Айленде. Как и в случае с остальными композициями альбома, запись проходила без участия Майка Манджини. Музыка и текст композиции были написаны продюсером и гитаристом группы Джоном Петруччи совместно с клавишником Джорданом Рудессом и басистом Джоном Маянгом.

### Публикация
29 июля 2011 года на YouTube было опубликовано демовидео композиции. 13 сентября 2011 года композиция была первой включена в список композиций альбома A Dramatic Turn of Events, а 14 сентября 2011 года получила статус официального сингла группы.
Сингл «On the Backs of Angels» вошёл в летнее европейское и осеннее северо-американское турне в поддержку альбома под названием A Dramatic Turn of Events Tour (2011—2012).
15 сентября 2011 на композицию был снят 8-минутный видеоклип. Он вошёл в историю как самый длинный видеоклип за всё творчество группы. Также композиция не была сокращена в пользу ротации на радиоканалах и на музыкальных телеканалах, как все предыдущие (за исключением видеоклипов «Another Day» (1992 год), The Silent Man (1994 год) и анимации «Forsaken» (2007 год)).

## Состав группы

### Dream Theater
- Джеймс ЛаБри — вокал
- Джон Петруччи — гитара, бэк-вокал
- Джон Маянг — бас-гитара
- Джордан Рудесс — клавишные, континуум, iPad (MorphWiz)
- Майк Манджини — ударные

### Технический персонал
- Джон Петруччи — продюсер
- Пол Нортфилд — звукорежиссёр
- Джо Манискалко — помощник звукорежиссёра
- Энди Уоллес — сведение
- Тед Дженсен — мастеринг